# Дугарсюрэнгийн Оюунболд
Дугарсюрэнгийн Оюунболд (25 декабря 1957, Сухэ-Батор — 2002) — монгольский борец вольного стиля, бронзовый призёр Олимпийских игр, бронзовый призёр чемпионата мира, бронзовый призёр Всемирных студенческих игр, 12-кратный чемпион Монголии, мастер спорта международного класса.

## Биография
Родился в 1957 году. Начал заниматься борьбой в 1972 году. В 1974 году победил на юношеском турнире.
В 1977 году занял шестое место на чемпионате мира, а в 1978 году стал бронзовым призёром чемпионата мира.
На Олимпийских играх 1980 года выступал в соревнованиях по вольной борьбе в легчайшем весе и завоевал бронзовую медаль Олимпийских игр.
См. таблицу турнира.
В 1981 году перешёл в лёгкий вес и занял третье место на Всемирных студенческих играх.
Кавалер Ордена Полярной Звезды и медали Почёта.
Умер от болезни сердца в 2001 (по иным данным в 2002) году. Памяти борца проводится турнир, в Сухэ-Баторе установлена статуя борца.